# Françoise Combes

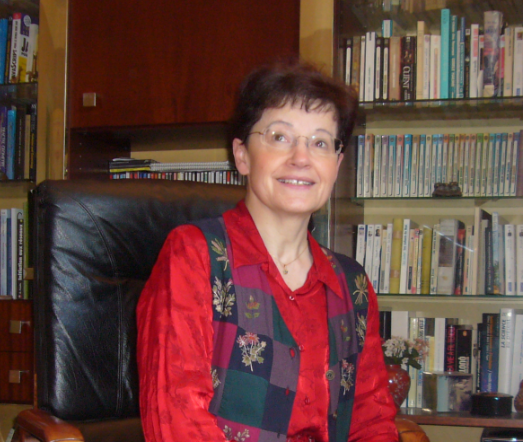
Francoise Combes

Françoise Combes (* 12. August 1952 in Montpellier) ist eine französische Astrophysikerin und Kosmologin.

## Leben
Combes studierte 1971 bis 1975 an der École normale supérieure (Paris), lehrte dort nach der Agrégation 1975 und der Thèse de 3ème cycle (Dissertation: Conditions of nucleosynthesis in a symmetric universe of matter-antimatter), wobei sie ab 1985 Abteilungsleiterin am Physik-Labor war, und wurde 1980 an der Universität Paris VII (Denis Diderot) promoviert (zweiter Teil des damals zweiteiligen französischen Promotionssystems, entsprechend einer Habilitation) mit einer Dissertation über Dynamik und Struktur von Galaxien. Sie ist am Pariser Observatorium (ab 1989) und Professorin am Collège de France (Lehrstuhl Galaxien und Kosmologie ab 2014).

## Wirken
Sie befasst sich mit Struktur und Dynamik von Galaxien und deren Wechselwirkung und Evolution mit beobachtender Astronomie (u. a. Millimeterwellen Radioastronomie) und numerischen Simulationen, befasste sich mit interstellarem Gas in Galaxien und Modellen und Simulation dunkler Materie.
Combes war 2018 eine der 200 Unterzeichnerinnen eines Aufruf in der Zeitung Le Monde, in der vor drastischen Folgen wie dem Aussterben der menschlichen Spezies gewarnt wurde, falls nicht rasch ein Umdenken in Problemfeldern wie dem Klimawandel und dem Artensterben und bei weiteren planetaren Grenzen geschieht.

## Auszeichnungen
- 1986: IBM Physik Preis
- 2001: Silbermedaille des CNRS
- 2004: Mitglied der Académie des sciences
- 2006: Ritter der Ehrenlegion
- 2009: Tycho-Brahe-Preis
- 2009: Mitglied der Academia Europaea
- 2009: Offizier des Ordre national du mérite
- 2010: ERC Advanced Grant
- 2012: Prix des trois physiciens
- 2013: Honorary Fellow der Royal Astronomical Society
- 2013: Petrie Prize Lecture der Canadian Astronomical Society
- 2015: Offizier der Ehrenlegion
- 2017: Prix Jules Janssen der Société astronomique de France
- 2017: Benennung einer Schule in Montpellier nach ihr
- 2017: Ehrenmitglied der American Union of Astronomy
- 2017: Lise-Meitner-Preis des Chalmers Institute of Technology in Göteborg
- 2020: Médaille d’or du CNRS
- 2021: UNESCO-L’Oréal-Preis
- 2022: Karl G. Jansky Lecture
- 2023: Mitglied der National Academy of Sciences

## Schriften
- Petite histoire de la cosmologie, CNRS Editions, Paris 2025,  ISBN  978-2271151636.
- Le Big Bang. Humensis, Reihe Que sais-je ? n° 4123 Paris 2019, ISBN 978-2-13-080474-1.
- La Matière Noire, clé de l’Univers, Vuibert 2015
- mit James Lequeux: The Milky Way, EDP Sciences, 2016 (französisches Original: La Voie Lactée, EDP Sciences 2013)
- mit Patrick Boissé: Galaxies and Cosmology, Springer, 2. Auflage 2004
- mit Andrew W. Blain, B. Draine: The Cold Universe, Springer 2004
- Mysteries Of Galaxy Formation, Praxis, 2010
- mit M. Haywood, S. Collin, F. Durret, B. Guideroni: Galaxies et Cosmologie, 2009
- mit Alain Aspect, Roger Balian, G. Bastard, J.P. Bouchaud, B. Cabane, T. Encrenaz, S. Fauve, Albert Fert, M. Fink, A. Georges, Jean-François Joanny, D. Kaplan, Denis Le Bihan, Pierre Léna, H. Le Treut, Jean-Paul Poirier, J. Prost, Jean-Loup Puget: Demain la physique, (Odile Jacob, 2009)
- Mystères de la formation des galaxies, Dunod 2008
- mit P. Boissé, A. Mazure, A. Blanchard: Galaxies et Cosmologie, Interscience 1991, englische Ausgabe: Galaxies and Cosmology, Springer 1995, 2002